# 草坪站
草坪站（羅馬化：Chopyeong-yeok）是朝鮮民主主義人民共和國平安南道顺川市的一個鐵路車站，属于戴建線。

## 邻近车站
戴建線
龍岳站 - 草坪站 - 三所站